# Lumberton (Texas)
Lumberton ist eine Stadt im Hardin County im US-Bundesstaat Texas in den Vereinigten Staaten. Das U.S. Census Bureau hat bei der Volkszählung 2020 eine Einwohnerzahl von 13.554 ermittelt.

## Geografie
Die Stadt liegt zwischen dem U.S. Highway 69, 287 und 96 im Südosten von Texas, ist im Osten rund 50 km von Louisiana, im Süden 70 km vom Golf von Mexiko entfernt und hat eine Gesamtfläche von 24,4 km² ohne nennenswerte Wasserfläche.

## Demografische Daten
Nach der Volkszählung im Jahr 2000 lebten hier 8.731 Menschen in 3.198 Haushalten und 2.542 Familien. Die Bevölkerungsdichte betrug 358,6 Einwohner pro km². Ethnisch betrachtet setzte sich die Bevölkerung zusammen aus 97,64 % weißer Bevölkerung, 0,05 % Afroamerikanern, 0,29 % amerikanischen Ureinwohnern, 0,21 % Asiaten, 0,00 % Bewohnern aus dem pazifischen Inselraum und 0,87 % aus anderen ethnischen Gruppen. Etwa 0,95 % waren gemischter Abstammung und 2,79 % der Bevölkerung waren spanischer oder lateinamerikanischer Abstammung.
Von den 3.198 Haushalten hatten 42,6 % Kinder unter 18 Jahre, die im Haushalt lebten. 66,4 % davon waren verheiratete, zusammenlebende Paare. 9,9 % waren allein erziehende Mütter und 20,5 % waren keine Familien. 17,8 % aller Haushalte waren Singlehaushalte und in 6,1 % lebten Menschen, die 65 Jahre oder älter waren. Die Durchschnittshaushaltsgröße betrug 2,73 und die durchschnittliche Größe einer Familie belief sich auf 3,09 Personen.
29,1 % der Bevölkerung waren unter 18 Jahre alt, 9,0 % von 18 bis 24, 30,3 % von 25 bis 44, 22,8 % von 45 bis 64, und 8,7 % die 65 Jahre oder älter waren. Das Durchschnittsalter war 34 Jahre. Auf 100 weibliche Personen aller Altersgruppen kamen 93,1 männliche Personen. Auf 100 Frauen im Alter von 18 Jahren und darüber kamen 91,4 Männer.
Das jährliche Durchschnittseinkommen eines Haushalts betrug 42.011 USD, das Durchschnittseinkommen einer Familie 47.184 USD. Männer hatten ein Durchschnittseinkommen von 38.315 USD gegenüber den Frauen mit 26.217 USD. Das Prokopfeinkommen betrug 19.640 USD. 7,0 % der Bevölkerung und 5,5 % der Familien lebten unterhalb der Armutsgrenze. Davon waren 8,0 % Kinder und Jugendliche unter 18 Jahren und 5,0 % waren 65 oder älter.